# Regionális érzéstelenítés
A regionális anesztézia olyan érzéstelenítési módok gyűjtőneve, amelyek hatásukat a szervezet meghatározott részén-területén fejtik ki. Ritkábban használt elnevezésük: vezetéses érzéstelenítés. Alkalmazásukkor helyi érzéstelenítővel megszakítják a keletkezett inger terjedését az érző idegvégződés és a gerincvelő hátsó szarvában található érzőidegsejt között. A gátlás helyétől függően több módját különböztetik meg.

## Technikái
- a helyi (lokális, infiltrációs) érzéstelenítés: hatását közvetlenül az érző idegvégződésen és annak közvetlen környezetében fejti ki.
- az érzőideg  ingervezetésének helyi megszüntetése (blokád): egy meghatározott érzőideg működését függesztik fel, hatása az általa beidegzett területre, szervre terjed ki.
- az idegfonat blokád (plexus block): egy bizonyos idegfonat (és ezáltal a belőle kilépő, több érző- és mozgatóideg) működését függeszti fel. Hatását egy egész végtag vagy szerven fejti ki.
- epidurális anesztézia: a gerincvelői ideggyökök (és ezáltal a belőlük formálódó, több érző- és mozgatóideg) működését függeszti fel, a gerinccsatornában, a kemény agyburkon kívül. Hatását több végtagon és szerven egyszerre (például az alhasi szervek és az alsó végtagok) fejti ki.
- szubarachnoidális anesztézia: a gerincvelői ideggyökök (és ezáltal a belőlük formálódó, több érző- és mozgatóideg) működését függeszti fel, a kemény agyburkon belül, közvetlenül a gerincvelőből történő kilépésük helyén. Hatását több végtagon és szerven egyszerre (például az alhasi szervek és az alsó végtagok) fejti ki.